# Procreate
Procreate是一款由澳洲公司野蠻互動開發的數位繪畫點陣圖圖像編輯器流動應用程式，專為iOS和iPadOS設計，最初於2011年在App Store上架。

## 版本
Procreate由位於塔斯馬尼亞州的軟體公司野蠻互動（Savage Interactive）於2011年首次推出。該軟體於2013年6月獲得苹果设计大奖，野蠻則整合了iOS 7的特性，推出了Procreate 2，帶來更高的分辨率和更多畫筆選項等新功能。
2016年，Procreate成為App Store上十大最暢銷的iPad應用程式之一，並在2017年躋身前兩名。到了2018年，Procreate成為整體最暢銷的iPad應用程式。截至2023年4月，iPad版的Procreate的最新版本是5.3.4。
2023年9月，Procreate針對iPad推出全新動畫應用服務「Procreate Dreams」，並於同年11月於全球市場推出，該功能提供手動操作以提供混合繪畫、插圖動畫、關鍵影格、影片編輯或合成以輔助動畫製作。

### Procreate Pocket
適用於iPhone應用程式的Procreate Pocket於2014年12月在App Store上發佈。該一開始包含了Procreate中的大多數專業版本工具，但不包括自原始Procreate發布以來新增的任何功能。2018年，野蠻在App Store上推出了Procreate Pocket 2.0版本，並於同年12月榮獲蘋果的「年度應用」獎。
截至2023年4月，Procreate Pocket（適用於iPhone）的最新版本是4.0.8。

## 軟體功能
Procreate主款以在數位平台上實現實體繪畫自然感的效果。並融合超過130種畫筆、多層、混合模式、蒙版等選項，其內部功能包括畫筆庫、顏色選擇、圖層管理、轉換工具、套索工具、吸管工具、不透明度調整、液化效果、色彩平衡、模糊效果等，以及其他多種輔助功能。
2019年，Procreate經歷了一段時間的Beta版軟體測試，通過在TestFlight上進行針對Valkyrie專有圖形引擎測試，以實現將Procreate升級。該引擎不僅提供了更多自訂的畫筆選項，還首次導入了Adobe Photoshop畫筆，同時還引入Brush Studio功能，該工具集可讓藝術家輕鬆地創建全新畫筆或修改現有畫筆。支援微調Apple Pencil的設定。
作品可匯出為以下格式：包括Procreate、PSD、PDF、JPEG、PNG、TIFF（匯出圖層），PDF、PNG、GIF（動畫）、PNG（動畫）、MP4（動畫）、HEVC（動畫） 。並提供了內建的螢幕錄製延時功能，並且錄製的影片也可以匯出。

## 另見
- 数字艺术
- 位图

## 外部連結
- 官方网站
- Procreate的X（前Twitter）